# Eremodo Tuni
Pas d'image ? Cliquez ici

a Compétitions nationales et continentales officielles uniquement.

Eremodo Tuni, né le 25 août 1972, est un joueur fidjien de rugby à XV évoluant au poste de centre ou d'ailier. Il a notamment joué à CS Bourgoin-Jallieu, au FC Grenoble et au Castres olympique.